# حزب لیبرال انتاریو

## حزب لیبرال انتاریو
حزب لیبرال انتاریو (تأسیس ۱۸۵۷) یک حزب میانه رو با گرایش لیبرالیسم در کشور کانادا است.
این حزب در محدوده استان انتاریو فعال است و دولت استان انتاریو را از زمان انتخابات سال ۲۰۰۳ تا کنون ادره می‌کند. حزب از لحاظ ایدولژی با حزب لیبرال کانادا نزدیک می‌باشد ولی به صورت مستقل عمل می‌کند و وابستگی به حزب لیبرال کانادا ندارد. رهبری این حزب در حال حاضر به عهده نخست‌وزیر انتاریو، دالتون مگنتی می‌باشد.
رضا مریدی اولین نماینده ایرانی تبار پارلمان انتاریو عضو حزب لیبرال انتاریو است.